# かみのけ座
かみのけ座（かみのけざ、ラテン語: Coma Berenices）は、現代の88星座の1つで、髪の毛をモチーフとしている。ラテン語の学名 Coma Berenices は「ベレニケの髪の毛」という意味で、プトレマイオス朝第3代の王プトレマイオス3世の妃で共同統治者であったベレニケ2世の髪の毛に由来する名称である。このようにヘレニズム期から知られた星群であったが、主にしし座の一部として扱われており、16世紀半ばになってから星座として独立した扱いを受けるようになった。
髪の毛に喩えられた星の多くは、かみのけ座の領域の南西部に見える「メロッテ111」と呼ばれる散開星団に属しており、肉眼や双眼鏡で観望することができる。かみのけ座は銀河面から離れた位置にあるため明るく見える星も少ないが、その分星間物質も少ないため天の川銀河外の遠方銀河の観測には適した領域である。かみのけ座の北東部に見えるかみのけ座銀河団は、銀河団の中でも最大級の規模を持つことで知られる。おとめ座との境界に近い南西部にはおとめ座銀河団に属する銀河が多数見られる。

## 特徴

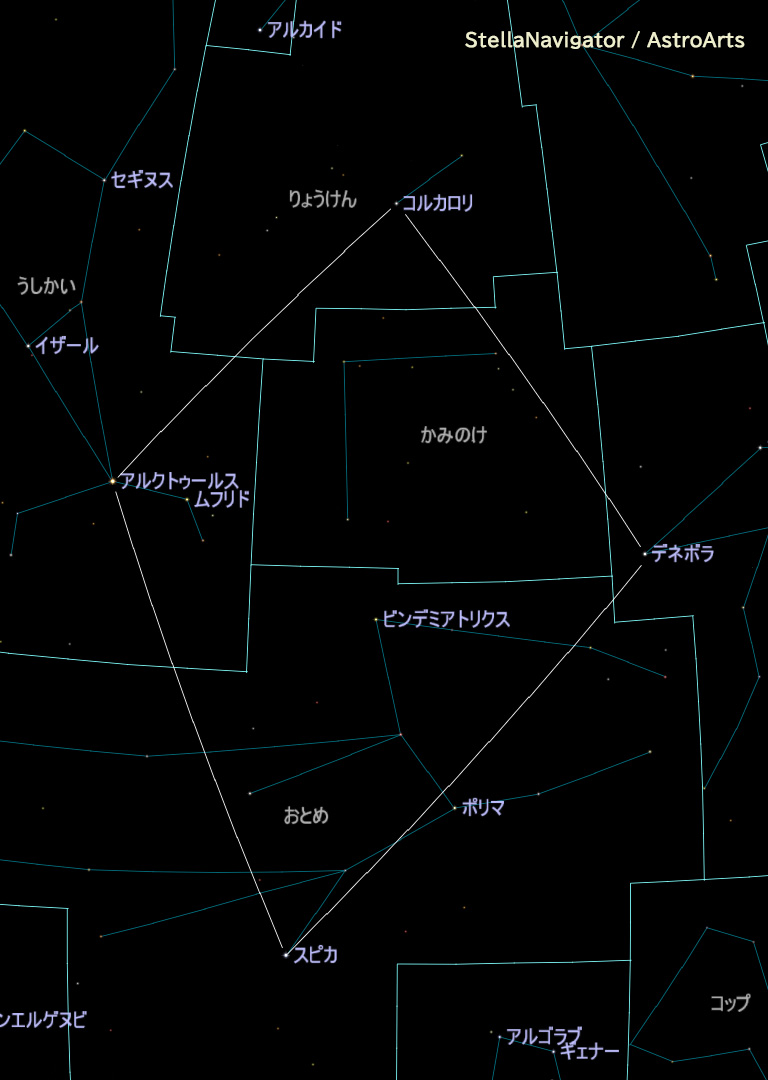
「春のダイヤモンド (Great Diamond)」とかみのけ座。

東をうしかい座、西をしし座、南をおとめ座、北をりょうけん座に囲まれており、アルクトゥールス・スピカ・デネボラ・コルカロリの4星を繋いだ四辺形のアステリズム「春のダイヤモンド」に囲まれるように位置している。20時正中は5月下旬頃と、北半球では晩春から初夏にかけて見頃を迎える。領域の北端でも赤緯33.3°と赤道に近い位置にあるため、人類が居住しているほぼ全ての地域から星座の全域を観望することができる。

## 由来と歴史
古代ギリシア時代から、しし座とうしかい座の間にぼんやりとした星の集まりがあることは知られていた。たとえば紀元前3世紀前半のマケドニアの詩人アラートスの詩篇『パイノメナ (古希: Φαινόμενα)』のおとめ座を詠んだ節の後には、現在のかみのけ座の星々のことを詠んだと思われる彼女（おとめ座）の両肩の上方（北の方）に循環する星は、大きさと輝きとにおいて、大熊の尾の下に見られる星と類似する。という節がある。
紀元前3世紀後半の天文学者エラトステネースは、天文書『カタステリスモイ (古希: Καταστερισμοί)』の中でこの星々の由来について2つの異なる説を紹介している。1つはベレニケ2世の髪束であるとする説で、Λέων（しし座）の節の中で「ライオンの上方（北）に見える7つの暗い星は、ベレニケの髪束である」とした。もう1つの説はクレーテーの王女アリアドネーの髪束であるとする説で、こちらは Στέφανος（かんむり座）の節の中で「ライオンの尾の下にある髪の束もまたアリアドネーのものである」とした。このことから、ベレニケ2世の髪の毛にまつわる話が広まる以前はアリアドネーの髪の毛とする伝承が一般的であった可能性が示唆されている。また1世紀初頭の古代ローマの著作家ガイウス・ユリウス・ヒュギーヌスは、著書『天文詩 (羅: De Astronomica)』のしし座の節の中で、しし座そのものについてよりも多くの紙幅を割いてこの星々がサモスのコノンとカリマコスが伝えるベレニケの髪束であることを説明している。
帝政ローマ期2世紀頃のクラウディオス・プトレマイオスの天文書『ヘー・メガレー・スュンタクスィス・テース・アストロノミアース (古希: ἡ Μεγάλη Σύνταξις τῆς Ἀστρονομίας)』、いわゆる『アルマゲスト』でもこれらの星々は独立した星座として扱われなかった。プトレマイオスはこれらの星を髪の房や三つ編みを意味する Πλόκαμος と呼び、「星座を構成しない星」としてしし座の節の中で取り扱った。またプトレマイオスはこの星々の成す形を「ツタの葉のような形」と表現した。これより9世紀ほど時代を下った11世紀のペルシア人天文学者のビールーニーもこれらの星を「ツタの葉のような形をした集まり」を意味する Kitāb al-Tafhīm と表現しており、プトレマイオスからの影響が見られる。

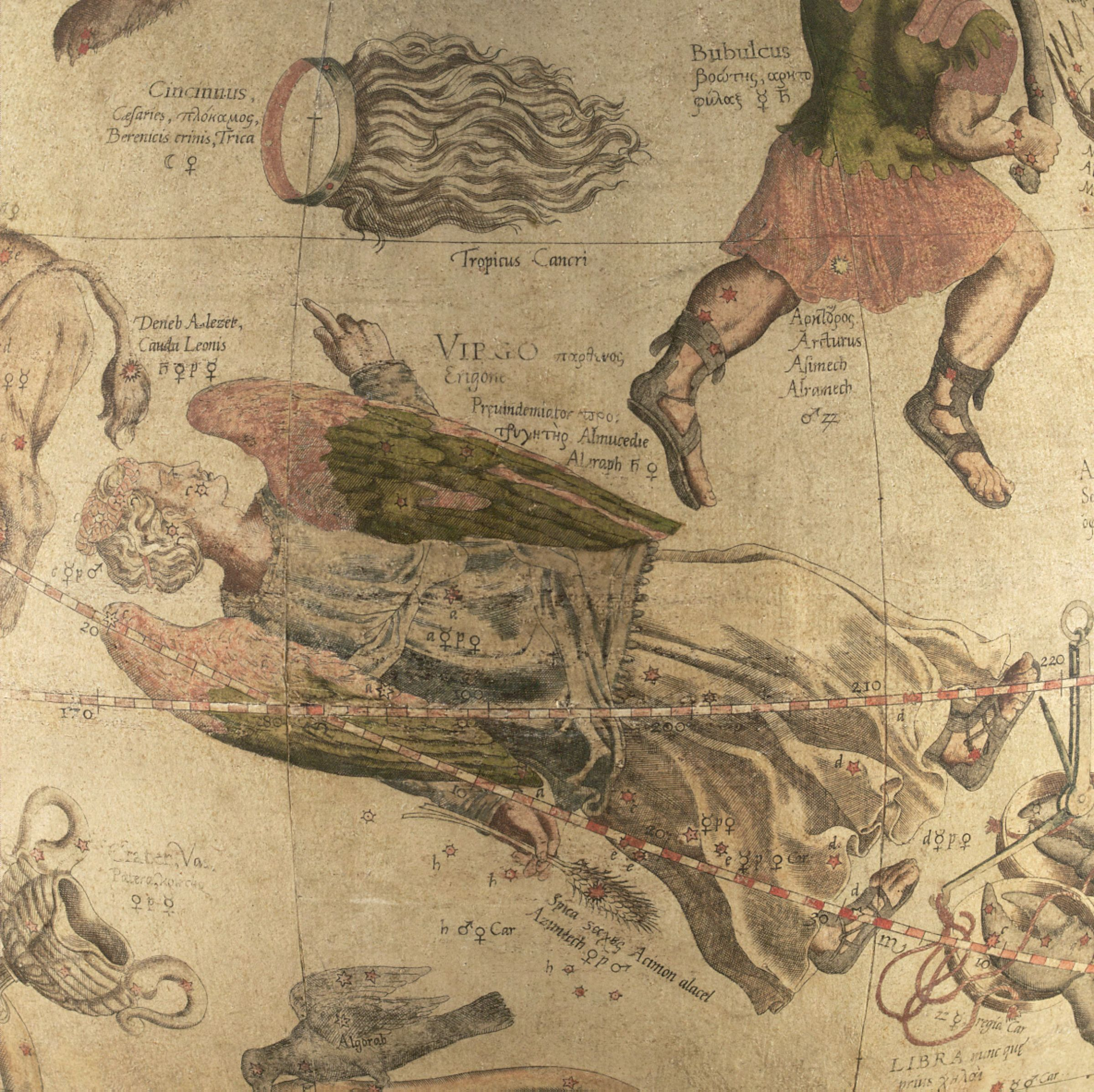
ネーデルラントの地理学者ゲラルドゥス・メルカトルが1551年に製作した天球儀に描かれた Cincinnus。（画像左上）

この星群を「ベレニケの髪の毛」という1つの星座として独立させたのは、16世紀ドイツの地図製作者カスパル・フォペルであった。フォペルは、1536年に木版画で製作した天球儀で Berenices Crinis という名称で3つの星の並びと豊かな髪の毛を持つ女性の星座絵を描いた。奇しくも同年にライスニヒ生まれの人文主義者ペトルス・アピアヌスが製作した星図にも Crines Berenices Triche（ベレニケの髪束）という名前が記されていたが、こちらは星の並びや星座絵も書かれていなかった。フォペルの描いたかみのけ座の原型は、16世紀の多くの天球儀や地図の製作者たちに引き継がれた。ネーデルラントの地理学者ゲラルドゥス・メルカトルは、1551年に製作した天球儀で星座絵のデザインを髪束に変更し、ラテン語で「髪束」を意味する Cincinnus という星座名を付けた。このメルカトルによる髪束の意匠は、メルカトル自身の地図製作者としての名声も手伝って、のちのちまで引き継がれることとなった。デンマークの天文学者ティコ・ブラーエは、1598年1月に製作した手書きの星表『Stellarum octavi orbis inerrantium accurata restitutio』の中で COMÆ BERENICES の名称で独立した星座として扱い、彼の死後の1602年に刊行された天文書『Astronomiae Instauratae Progymnasmata』に収められた星表でも COMA BERENICES の名称で1つの星座として独立させた。ティコ・ブラーエの星表の影響は大きく、これ以降星座として認知されるようになった。

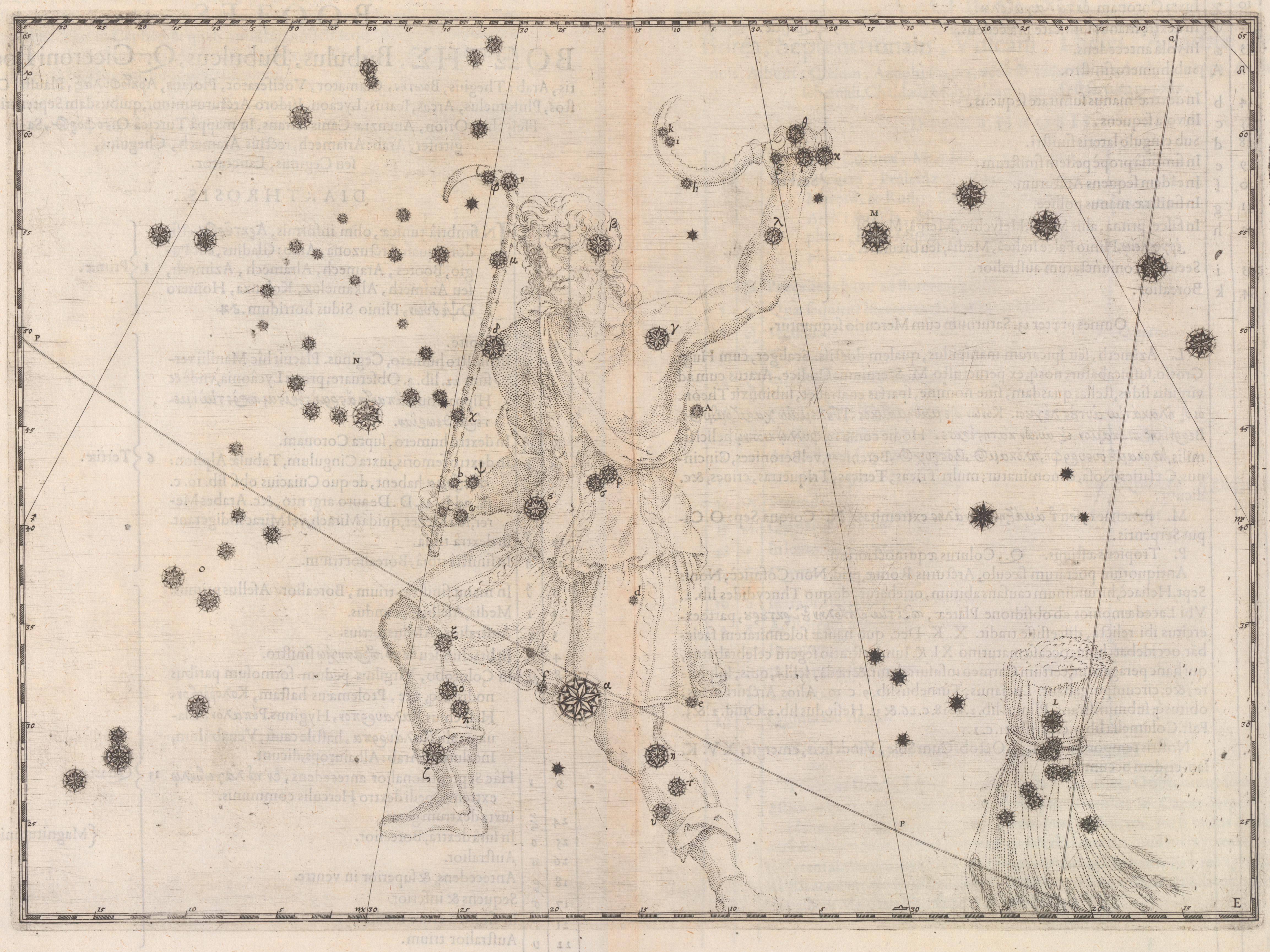
ヨハン・バイエル『ウラノメトリア』（1603年）に描かれたうしかい座。現在のかみのけ座の星は、画像右下に麦わらの束として描かれている。

このような経緯で成立した星座であるため、ドイツの法律家ヨハン・バイエルが1603年に刊行した全天星図『ウラノメトリア (Uranometria)』ではまだ独立した星座として扱われておらず、うしかい座の星図と星表の中で「アラートスがおとめ座で加えた名前のない星」として紹介され、ベレニケや Cincinnus（髪束）、Rosa （バラ）などの呼び名があることが示されたに留まった。そのため、現在かみのけ座の3つの星に付されている α から γ までのギリシャ文字の符号はバイエルによるものではない。これらの符号は、19世紀イギリスの天文学者フランシス・ベイリーが編纂し、彼の死後1845年に刊行された星表『The Catalogue of stars of the British Association for the Advancement of Science』、いわゆる『BAC星表』で付されたものである。
1922年5月にローマで開催された国際天文学連合 (IAU) の設立総会で現行の88星座が定められた際にそのうちの1つとして選定され、星座名は Coma Berenices、略称は Com と正式に定められ、以降この名称が世界で共通して使われている。このIAU第1回総会の議事録では、かみのけ座の学名が Coma としか書かれていないが、学名と略号の提案者の1人であるアメリカの天文学者ヘンリー・ノリス・ラッセルが『ポピュラー・アストロノミー』1922年10月号に寄稿した記事では、学名は Coma Berenices で、略号を作る際に Berenices の部分が考慮されなかったことが示されている。
日本では長くティコ・ブラーエが設定者とされてきたが、2010年代以降はフォペルが設定者とされるようになった。

### 中国
ドイツ人宣教師イグナーツ・ケーグラー（戴進賢）らが編纂し、清朝乾隆帝治世の1752年に完成・奏進された星表『欽定儀象考成』では、かみのけ座の星は、三垣の1つ「太微垣」と二十八宿の1つ「角宿」に配されていたとされる。太微垣では、GK が天子の寵臣を表す星官「幸臣」に、39・36・27・6 と不明の1星の計5星が5人の諸侯を表す星官「五諸侯」に、31 が天子直近の武官の長を表す星官「郎将」に、γ・14・16・17・13・12・21・18・7・23・26・20・5・2 と不明の1星の計15星が天子側近の護衛官を表す星官「郎位」に、α が太微垣の左の城壁を表す星官「太微左垣」の東上将に、それぞれ配された。角宿では、β・37・41 の3星が周の王室に伝えられた鼎を表す星官「周鼎」に配された。

## 神話
古代エジプトプトレマイオス朝の王プトレマイオス3世とその妻で王妃のベレニケ2世にまつわる話が知られている。プトレマイオス3世は自分の姉妹を殺したセレウコス朝シリアを紀元前243年ごろ攻めた。ベレニケは、夫が無事に戻ったならば、美しく、かつ美しいゆえに有名であった自分の髪を女神アプロディーテーに捧げると誓った。夫が無事に帰還すると、王妃は誓い通りに髪を切って女神の神殿に捧げた。すると、翌朝には髪の毛は消えていた。王と王妃は大変に怒り、神官たちは死刑を覚悟した。このとき天文学者コノンは「神は王妃の行いが大変に気に入り、かつ髪が美しいので大変に喜び、空に上げて星座にした」と王と王妃に告げて、しし座の尾の部分を指し示した。コノンのこのとっさの機転によって神官たちの命は救われた。
この話は、プトレマイオス3世に仕えたヘレニズム期の宮廷詩人カリマコスの詩 Lock of Berenice で神話化され、のちにガイウス・ウァレリウス・カトゥルスによってラテン語に翻訳紹介された。

## 呼称と方言
ラテン語の学名 Coma Berenices に対応する日本語の学術用語としての星座名は「かみのけ」と定められている。現代の中国では、后发座（后髪座）と呼ばれている。
明治初期の1874年（明治7年）に文部省より出版された関藤成緒の天文書『星学捷径』で「コムベルニセス」という読みと「「ベレニス」ノ毛髪」という解説が紹介された。また、1879年（明治12年）にノーマン・ロッキャーの著書『Elements of Astronomy』を訳して刊行された『洛氏天文学』上巻では「コマベレニセス」と紹介され、下巻では「比列毛宿」として解説された。これらからそれから30年ほど時代を下った明治後期には「後髪」という呼称が使われていたが、1910年（明治43年）に「髪」と改められたことが日本天文学会の会報『天文月報』の第2巻11号掲載の「星座名」と題した記事で報告されている。
1922年5月にIAU総会で可決された88星座の学名と略号は日本でも受け入れられたが、かみのけ座の学名は誤った形で伝わった。IAUの決議を紹介する1922年9月刊行の『天文月報』第15巻9号の「星座名の省記法」と題する記事では、かみのけ座の学名はIAU総会の議事録に記述された表記のまま Coma として伝えられた。この学名に関する誤解はこののち長く改められなかった。1925年（大正14年）に東京天文台の編集により初版が刊行された『理科年表』では、学名は Coma、日本語名は「髪（かみのけ）」とされた。戦中の1944年（昭和19年）に天文学用語が見直しされた際もかみのけ座の学名と日本語名はそのまま据え置かれた。
戦後の1952年（昭和27年）7月に日本天文学会が「星座名はひらがなまたはカタカナで表記する」とした際、日本語名は「かみのけ」と表記が定められ、以降この呼称が継続して使われている。しかしこのときも学名は Coma のままとされ、1974年（昭和49年）刊行の『文部省学術用語集 天文学編』でも学名は Coma のまま据え置かれた。この半世紀以上にわたる学名に関する誤解が解かれたのは1977年（昭和52年）のことで、この年11月刊行の理科年表第51冊でようやく Coma Berenices と正しい学名が表記された。そして、1994年（平成6年）刊行の『文部省 学術用語集・天文学編』増訂版で正式に Come Berenices がかみのけ座の学名とされた。
これに対して、天文同好会の山本一清らは異なる訳語を充てていた。天文同好会の編集により1928年（昭和3年）4月に刊行された『天文年鑑』第1号では、Coma に対して「かみのけ（髪）」としていたが、1931年（昭和6年）刊行の第4号からは学名を Coma Berenices、訳語を「ベレニスの髪」と変更し、以降の号でもこの表記が継続して用いられた。

## 主な天体

### 恒星
2024年2月現在、国際天文学連合 (IAU) によって1個の恒星に固有名が認証されている。
- α星：太陽系から約58.1 光年の距離にある、見かけの明るさ4.80 等・スペクトル型 F5V のA星[51]と見かけの明るさ5.48 等・スペクトル型 F6V のB星[52]からなる連星系[53]。アルゴル型の食変光星で、約25.85 年の周期で変光する[54]。2017年2月に王冠やティアラのような装飾品に由来する[55]「ディアデム[56](Diadem[50])」という固有名が認証されている。

このほか、以下の恒星が知られている。
- β星：太陽系から約30.0 光年の距離にある、見かけの明るさ4.25 等、スペクトル型 F9.5V のF型主系列星で、4等星[57]。かみのけ座で最も明るく見える恒星。太陽とよく似た恒星だが、太陽と比べて有効温度で約200ケルビン (K)、金属量で約30％それぞれ高い[57]。
- γ星：太陽系から約164 光年の距離にある、見かけの明るさ4.34 等、スペクトル型 K1IIIFe0.5 の赤色巨星で、4等星[58]。かみのけ座で2番目に明るく見える恒星。散開星団メロッテ111の中にあるように見えるが、メロッテ111より100 光年以上太陽系に近い位置にあり、星団に属した恒星ではないと見られる[8]。
- FK星：太陽系から約732 光年の距離にある、見かけの明るさ 8.245 等、スペクトル型 G4III の巨星で、8等星[59]。変光星としては回転変光星の分類の1つ「かみのけ座FK型変光星」のプロトタイプとされており[60]、約2.4 日の周期で8.03-8.43 等の範囲で明るさを変える[61]。この型の変光星は、Ca II[注 5]のK線とH線の幅の広い輝線を伴うGまたはK型の分光スペクトルを持っており、明るさが不均一な光球面が高速自転することによって変光すると考えられている[60]。G型やK型のスペクトルの星にしては不自然な速さで自転をしていることから、おおぐま座W型星のような接触連星が進化して1つの星となった姿である可能性も否定できないとされる[60]。

### 星団・星雲・銀河
かみのけ座は、その領域内に銀河北極（銀緯+90°の点）があるなど銀河面から最も離れた位置にあり、天の川銀河内の星間物質の影響を受けにくいため、遠方にある銀河を数多く見ることができる領域である。特に、おとめ座西部の「星雲の原」や「銀河の原」と呼ばれる領域に連なるかみのけ座の南西部では、おとめ座銀河団 (英: Virgo Cluster, Coma-Virgo Cluster) に属する銀河を多数観測することができる。また、かみのけ座の北東部に広がるかみのけ座銀河団 (英: Coma Cluster, Coma Berenices Cluster) は、数ある銀河団の中でも最大級のものとして知られている。一方で、銀河面から最も離れた位置にあるため、散開星団メロッテ111を除けば、散開星団や散光星雲、惑星状星雲などの銀河系内天体はほとんど見られない。
18世紀フランスの天文学者シャルル・メシエが編纂した『メシエカタログ』には、1つの球状星団と7つの銀河の計8つの天体が挙げられている。また、パトリック・ムーアがアマチュア天文家の観測対象に相応しい星団・星雲・銀河を選んだ「コールドウェルカタログ」に選ばれた銀河が3つ位置している。
- M53：太陽系から約48,700 光年の距離にある球状星団[65][66]。1775年2月3日にドイツの天文学者ヨハン・ボーデが発見、約2年後の1777年2月26日にメシエが独立に発見した[67]。天の川銀河に属する球状星団の中では特に金属量[注 6]が低い部類に入る[67]。
- M64：天の川銀河から約1440万 光年の距離にある渦巻銀河[68]。1779年3月23日にイギリスの天文家エドワード・ピゴットが発見、その12日後の4月4日にボーデが、さらに1780年3月1日にメシエが独立に発見した[69]。しかし、ピゴットの発見は報告が遅れたことから忘れられ、2002年まではボーデが第1発見者であるとされていた[69]。1787年にイギリスの天文学者ウィリアム・ハーシェルが銀河を横切る暗黒帯を「黒目 (black eye) 」に喩えた[70]ことから、「黒眼銀河 (英: Black Eye Galaxy[68][71])」や Evil Eye Galaxy[68] などの通称が知られている。
- M85：天の川銀河から約5200万 光年の距離にあるレンズ状銀河[72]。1781年3月4日にフランスの天文学者ピエール・メシャンが発見した[73]。おとめ座銀河団の北端に位置している[73]。近くに見える棒渦巻銀河NGC 4394 と楕円銀河MCG 3-32-38 と重力で相互作用している[74]。
- M88：天の川銀河から約5450万 光年の距離にある渦巻銀河[75]。1781年3月18日にメシエが発見した[76]。おとめ座銀河団の銀河の中で明るく見えるものの1つ[76]。約4000億個の恒星で構成され、銀河核には1億太陽質量の超大質量ブラックホールが存在すると考えられている[77]。
- M91：天の川銀河から約4900万 光年の距離にある棒渦巻銀河[78]。1781年3月18日にメシエが発見した[79]。メシエ天体の中でも最も暗く見える天体とされる[79]。発見したメシエが間違った座標を記録してしまったため長く行方不明のメシエ天体となっていたが、1969年にアメリカのアマチュア天文家 William C. Williams によって NGC 4548 が失われたM91であることが突き止められた[79]。ハッブル宇宙望遠鏡のアーカイブデータによる2009年の研究では、銀河核に960万 - 3800万太陽質量の大質量ブラックホールが存在するとされた[80]。
- M98：天の川銀河から約5450万 光年の距離にある、ライナー型の活動銀河核を持つ中間渦巻銀河[81]。1781年3月15日にメシャンが発見した[82]。おとめ座銀河団に属しており、メシエ天体の中でも見つけることが難しいものの1つとされる[82]。約1兆個の恒星が存在すると考えられている[83]。
- M99：天の川銀河から約5450万 光年の距離にある渦巻銀河[84]。1781年3月15日にメシャンが発見した[85]。おとめ座銀河団に属する。渦状腕がはっきりと見える「グランドデザイン渦巻銀河 (英: grand design spiral galaxy)」の1つとされ[86]、地球から見た姿がりょうけん座の渦巻銀河M51 (英: Pinwheel Galaxy) に似て見えることから Coma Pinwheel や Virgo Cluster Pinwheel などの通称でも知られる[84]。
- M100：天の川銀河から約4660万 光年の距離にある中間渦巻銀河[87]。1781年3月15日にメシャンが発見した[88]。グランドデザイン渦巻銀河として知られ[89]、おとめ座銀河団に属する銀河の中でも最も明るく見えるものの1つである[88][89]。2019年4月29日にはIb型超新星SN 2019ehk が発見された[90][91]。
- NGC 4889：天の川銀河から約3億1700万 光年の距離にある[92]楕円銀河[93]。コールドウェルカタログの35番に選ばれている[64]。西隣りに見える楕円銀河NGC 4874とともにかみのけ座銀河団で最も明るい銀河とされる[93]。
- NGC 4559：天の川銀河から約2400万 光年の距離にある渦巻銀河[94]。コールドウェルカタログの36番に選ばれている[64]。
- NGC 4565：天の川銀河から約4370万 光年の距離にある、ライナー型の活動銀河核を持つ中間渦巻銀河[95]。コールドウェルカタログの38番に選ばれている[64]。1785年にウィリアム・ハーシェルが発見した[96]。地球からは銀河面を真横から見る形となる「エッジオン銀河」と呼ばれる銀河で、その針のような外見から Needle Galaxy や Berenice's Hair Clip などの通称でも知られる[97]。
- ACO 1656：天の川銀河から約3億6000万 光年の距離にある銀河団[98]で、「かみのけ座銀河団[99] (英: Coma Cluster)」の名称で知られる。ACO は、ジョージ・エイベル（英語版）らが編纂した銀河団のカタログ「エイベル・カタログ」の略号で、編纂に携わった Abell・Corwin・Olowin の3人の名前に由来している[100]。2015年には、すばる望遠鏡のアーカイブデータの解析によって、かみのけ座銀河団の中に854個もの「超暗黒銀河」の存在が発見された[99]。超暗黒銀河は、天の川銀河と同程度の大きさがありながらその明るさは1000分の1という非常に暗い銀河で、光では感知できない暗黒物質の重力で形成されていると考えられている[99]。
- かみのけ座超銀河団：天の川銀河から約3億 光年の距離に広がる超銀河団[101]。この超銀河団の存在は1976年頃から示唆されており、1978年にしし座銀河団 (ACO 1367) とかみのけ座銀河団を主要なメンバーとする超銀河団であることが判明した[102]。
- メロッテ111 ：太陽系から約290 光年の距離にある散開星団[103]で、「かみのけ座星団[104] (英: Coma Berenices Cluster, Coma Ber Cluster[103])」の通称でも知られる。直径約7.5°[105]と広範囲に星が散らばっており、肉眼でも双眼鏡でも見ることができる[8][9]。

### ギャラリー
- およそ10.0 等までの星を撮った散開星団メロッテ111の画像。画像左上の輝星 (γ) はこの星団には属しておらず、星団と太陽系の中間くらいの位置にある。
- スローン・デジタル・スカイサーベイ (SDSS) で撮影された球状星団M53。SDSSは、全天の約1/4を可視光で撮像・分光する掃天観測プロジェクトで、観測にはニューメキシコ州アパッチポイント天文台にある口径2.5 m広視野望遠鏡が用いられた[106]。
- ハッブル宇宙望遠鏡 (HST) が撮像した渦巻銀河M64黒眼銀河。HSTの広視野惑星カメラ2 (WFPC2) を用いて2001年4月から7月に計11時間の露光時間をかけて撮像された。
- レンズ状銀河M85。HSTの広視野カメラ3 (WFC3) で得られた赤外線・可視光・紫外線の4波長のデータから合成された[74]。
- アリゾナ州レモン山天文台の口径0.6mの望遠鏡で撮像された渦巻銀河M88。
- 棒渦巻銀河M91。HSTのWFC3で得られた赤外線・可視光・紫外線の5波長のデータから合成された。
- 中間渦巻銀河M98。チリ共和国アタカマ砂漠にあるヨーロッパ南天天文台 (ESO) のラ・シヤ天文台の口径3.6m新技術望遠鏡 (New Technology Telescope, NTT) による撮像。
- 渦巻銀河M99。HSTのWFC3で得られた赤外線・可視光・紫外線の5波長のデータから合成された。
- 渦巻銀河M100。画像中心にはIb型超新星SN 2019ehkが捉えられている。HSTのWFC3で得られた赤外線・可視光・紫外線の7波長のデータから合成された。
- HSTの掃天観測用高性能カメラ (Advanced Camera for Surveys, ACS) で撮像された楕円銀河NGC 4889。
- HSTのWFPC2で撮像された渦巻銀河NGC 4559。
- チリにあるESOのパラナル天文台の超大型望遠鏡VLTで撮像された渦巻銀河NGC 4565。
- 「かみのけ座銀河団」の名称で知られる銀河団ACO 1656。中央左に明るく見える銀河は楕円銀河NGC 4889。アリゾナ大学レモン山スカイセンターの32インチ シュルマン望遠鏡による撮像。

## 流星群
かみのけ座の名前を冠した流星群で、IAUの流星データセンター (IAU Meteor Data Center) で確定された流星群 (Established meteor showers) とされているものは、かみのけ座流星群 (Comae Berenicids, COM) のみである。かみのけ座流星群は、12月16日頃に極大日を迎える流星群で、1950年代から活動の記録はあるが母天体は特定されていない。